# Кашин мост
Ка́шин мост — автодорожный железобетонный арочный мост через Крюков канал в Адмиралтейском районе Санкт-Петербурга, соединяет Коломенский и Казанский острова.

## Расположение
Расположен по оси проспекта Римского-Корсакова. Рядом с мостом расположен Никольский собор. В расположенном рядом доме (пр. Римского-Корсакова, дом № 43) с 1818 г. жили В. А. Жуковский и А. А. Плещеев.
Выше по течению находится Торговый мост, ниже — Старо-Никольский мост.
Ближайшие станции метрополитена — «Садовая», «Сенная площадь», «Спасская».

## Название
С 1789 года мост назывался Николаевским или Никольским по расположенному рядом Никольскому собору. С 1795 года мост стали называть Кашиным по располагавшемуся на рядом Кашину питейному дому, получившему своё название по фамилии домовладелицы.

## История
В 1783—1787 годах по типовому проекту для мостов Крюкова канала был построен трёхпролётный деревянный мост на опорах из бутовой кладки, облицованных гранитом. Центральный пролёт был разводной, боковые — балочные. Автор проекта неизвестен.
В 1839—1840 годах разводной пролёт был заменён постоянным. В 1863 году произведён капитальный ремонт моста без изменения конструкции. В 1876 году мост был перестроен с уширением на 1,5 м для прокладки линии конки. Начиная с 1898 года городская Управа предлагала заменить деревянные пролёты моста железными клёпаными балками (как на Торговом или Матвеевом мостах), однако проект не был реализован. К 1903 году длина моста составляла 28,4 м, ширина — 10,7 м.
В 1930 году из-за разрушения каменной кладки и гранитной облицовки в подводной части быков, а также прилегающей к мосту стенки гранитной набережной было решено перестроить мост. В 1931—1932 годах сооружён однопролётный арочный мост со сплошным железобетонным сводом. Проект моста был разработан Проектным отделом треста мостов и набережных (архитектор К. М. Дмитриев, инженер Ф. К. Кузнецов). Строительными работами руководили инженеры П. П. Степнов и П. А. Жуков.
В 1980 году произведён капитальный ремонт моста: заменён железобетонный поребрик на гранитный, окрашены фасады пролётного строения и перильное ограждение и частично заменена гидроизоляция.

## Конструкция
Мост однопролётный арочный со сплошным железобетонным сводом. По статической схеме — бесшарнирная арка. Устои моста из монолитного железобетона на свайном основании, облицованы гранитом. Опоры выдвинуты из линии набережной в русло. Общая длина моста составляет 23,9 м, ширина моста — 16 м.
Мост предназначен для движения автотранспорта и пешеходов. Проезжая часть моста включает в себя 2 полосы для движения автотранспорта. Покрытие проезжей части и тротуаров — асфальтобетон. Тротуары отделены от проезжей части высоким гранитным поребриком. Перильное ограждение — кованая железная решётка простого рисунка, завершается на устоях гранитными парапетами. Для перехода с тротуаров моста на уровень набережных устроены лестничные сходы.